# Proelauna humicola
Proelauna humicola (Miller, 1970) è un ragno appartenente alla famiglia Linyphiidae.
È l'unica specie nota del genere Proelauna.

## Distribuzione
La specie è stata rinvenuta in Africa centrale e meridionale: Angola, Tanzania e Malawi.

## Tassonomia
Dal 1990 non sono stati esaminati esemplari, né sono state descritte sottospecie al 2012.

### Sinonimie
- Proelauna indicatrix Jocqué, 1981; esemplari riconosciuti come sinonimi di P. humicola (Miller, 1970) a seguito di un lavoro dell'aracnologo Scharff (1990a)[1].